# Cmentarz żydowski w Nowym Targu
Cmentarz żydowski w Nowym Targu – powstał w 1875 roku i znajduje się przy obecnej ul. Jana Pawła II, która dawniej nosiła nazwę Strzelnicza. Ma powierzchnię 0,58 ha. Został uszkodzony podczas wojny i zniszczony po jej zakończeniu. Płyty nagrobkowe były wykorzystywane do utwardzania ulicy w pobliżu dawnego targu, gdzie obecnie znajduje się park. Zachowało się na nim około czterdziestu macew. W okresie II wojny światowej był miejscem masowych egzekucji. Na jego terenie w latach 1939-1942 Niemcy zabili około 2900 Żydów. Na ich zbiorowej mogile po wojnie ustawiono tablicę pamiątkową.